# يو يان
يو يان (بالصينية: 喻言) هي راقصة ومغنية وممثلة صينية، ولدت في 26 مايو 1997 في بكين في الصين.

## وصلات خارجية
- يو يان على موقع IMDb (الإنجليزية)
- يو يان على موقع ميوزك برينز (الإنجليزية)